# Ewald von Kleist (Diplomat)
Ewald von Kleist (* um 1615; † 2. Dezember 1689 in Siegenburg) war ein Jurist und Diplomat in kurbrandenburgischen und bayerischen Diensten.

## Leben
Kleist war der Sohn von Georg von Kleist und dessen Ehefrau, Barbara, geborene von Hohendorff. Ein Großvater war der Gutsbesitzer Peter von Kleist. Außer seiner Erziehung im Sinne Martin Luthers ist recht wenig über Kleists Kindheit und Jugend bekannt.
Kleist begann 1632 ein Jurastudium an der Universität Königsberg und wechselte am 14. Dezember 1641 an die Universität Siena. Nach dem erfolgreichen Studienende kam Kleist nach Potsdam, an den Hof des Kurfürsten Friedrich Wilhelm von Brandenburg.
Als Hofbeamter machte Kleist Karriere und der Große Kurfürst ernannte ihn bald zum kurbrandenburgischen Kammergerichtsrat. Mit Wirkung vom 25. Juli 1644 wurde Kleist durch seinen Dienstherrn gestattet, eine eigene Kompanie aufzustellen. Als Rittmeister führte er diese 1645/46 im Regiment des Obristen Georg Ehrenreich von Burgsdorff.
Mit Wirkung vom 10. März 1646 ernannte Kurfürst Friedrich Wilhelm Kleist zum Sondergesandten in die Generalstaaten und zu Prinz Friedrich Heinrich von Oranien. Am 23. November 1648 avancierte Kleist fast zeitgleich zum Kammerherrn und zum Geheimen Rat.
Als solcher wurde Kleist am 18. Januar 1648 – zusammen mit Siegmund von Götzen, Georg Ehrenreich von Burgsdorff, Bernhard von Arnim, Otto von Schwerin, Jobst Gerhard von Hertefeld, Hans Georg von Ribbeck und Otto Christoph von Rochow (alles kurbrandenburgische Beamte und Offiziere) – in die Fruchtbringende Gesellschaft aufgenommen.
Fürst Ludwig I. von Anhalt-Köthen verlieh Kleist den Gesellschaftsnamen der Ergetzliche und das Motto dem Auge, Haupt und Leibe. Als Emblem wurde Kleist die byzanthinische Beonie (Paeonia mascula (L.) Mill. ssp. mascula) zugedacht. Im Köthener Gesellschaftsbuch findet sich Kleists Eintrag unter der Nr. 497. Dort ist auch das Reimgesetz verzeichnet, das Kleist anlässlich seiner Aufnahme verfasst hatte:
Beonjen blumen, die von Bisantz seind genant,
Schön' und ergetzlich seind. Ergetzlich ich beliebet
Den Nahmen drum für mich: Wer tugendreich erkant,
Zugleich ergetzlich ist, und keinen leicht betrübet:
Er wendet abwas uns Zubringet spot und schand',
Jn seiner tugend nur uns lust und freude giebet:
Wer gute dienste thut, der mus ergetzlich sein
Auch stimt bey ihm' aug' haupt und leib wol überein.
Am 11. Juni 1653 wurde Kleist durch das Domkapitel von Cammin zum Dekan berufen. Zur gleichen Zeit avancierte Kleist bei seinem Dienstherrn, dem Großen Kurfürsten, zum Amtshauptmann von Marienfließ und zum ersten brandenburgischen Regierungspräsidenten in Hinterpommern. Kleist trat dieses Amt noch im Dezember 1653 an, aber er wurde erst im folgenden Jahr offiziell eingeführt.
Im Oktober 1662 verließ Kleist überraschenderweise seine Familie, legt alle Ämter nieder und geht heimlich nach Bayern. Mit Schreiben vom 3. September 1663 an seinen Dienstherrn setzte Kleist ihn von seiner Konversion zum katholischen Glauben in Kenntnis. Da Kleist damit letztendlich weder seiner Karriere noch seiner Reputation schadete, liegt der Verdacht nahe, dass er sozusagen in geheimer diplomatischer Mission unterwegs war.
1667 ernannte Kurfürst Ferdinand Maria Kleist zum Geheimen Rat und bestellte ihn zum Pfleger von Rottenburg (Niederbayern). Als Kleists erste Ehefrau, Eleonora Elisabeth von Winterfeld am 22. August 1671 starb, war er zwar untröstlich, aber er ehelichte 1674 Maria Katharina Franziska, eine Tochter des Grafen Wolfgang Veit von Hohenwaldeck.
Kleists Karriere führte zum Präsidenten des Hofrates (1674) und zum Kämmerer und Vizestatthalter (1682). Mit der Ernennung zum Kriegsratspräsidenten und Kanzler der Oberpfalz erreichte Kleist 1686 den Höhepunkt seiner Laufbahn.
Im Alter von ungefähr 75 Jahren starb Ewald von Kleist am 2. Dezember 1689 in Siegenburg.